# 1509

## Родени
- 10 юли – Жан Калвин, Църковен реформатор от френски произход